# Limousin
Limousin (Lemosin på occitansk) var en fransk region indtil 1. januar 2016, hvor den blev slået sammen med Aquitaine og Poitou-Charentes, for at danne den nye region Nouvelle-Aquitaine. Den er beliggende i den centrale del af landet omkring byen Limoges, som var hovedby i regionen. Regionen var sammensat af 3 departementer: Corrèze, Creuse og Haute-Vienne. Indbyggerne kaldes les limousins.

## Geografi
- Lac de Vassivière, mellem Creuse og Haute-Vienne
- Landskab i Creuse
- Floden Vienne i landskabet plateau de Millevaches
- Plateau de Millevaches
- Monts d'Ambazac
- Monédières bjergene